# دانیلا رحمه
دانیِلا رحمه (۱۳ اکتبر ۱۹۹۰، سیدنی) مجری تلویزیونی، بازیگر و مدل لبنانی است. برندهٔ دختر شایستهٔ مهاجر لبنان ۲۰۱۰ است.<ref>"Daniella Rahme (Australia) wins Miss Lebanon Emigrant 2010". Retrieved July 11, 2015.
او در سریال تانگو محصول کشور لبنان در نقش فرح را بازی کرد که وارد یک خیانت شده است این سریال توانست با کیفیت ترین سریال عربی لقب بگیرد و محبوبیت زیادی پیدا کرد همچنین در سریال بیروت سیتی در نقش نایا به ایفای نقش پرداخت
سریال های لبنانی نفوذ زیادی در جهان عرب دارند امسال هم در سریال لبنانی العوده ( بازگشت) که از شبکه ام بی سی پرشیا هم با دوبله فارسی پخش می شود در نقش نسیم خوش درخشیده است .